# 坎比雷塔
27°21′30″S 55°45′58″W / 27.35833°S 55.76611°W
坎比雷塔（西班牙語：Cambyretá），是巴拉圭的城鎮，位於該國東南部，由伊塔普阿省負責管轄，始建於1911年，面積190平方公里，海拔高度196米，2002年人口27,808，人口密度每平方公里146人。